# 塔琳托婭
塔琳托婭（1970年11月10日—），中國蒙古族出身，1990年代曾在新加坡出演電視劇。

## 簡歷
塔琳托婭在北京長大，年少時學過音樂。1990年參加新加坡新传媒第二届“才华横溢出新秀”选秀比赛，獲得优胜成績。之後她在新加坡發展演藝事業，參演了一些當地劇集。1990年代後期淡出演藝圈，成為家庭主婦。
由於其主演的《蓮花爭霸》等劇集在中國播出後受到好評，其淡出演藝圈後仍有中國觀眾探訪她的下落。2009年《聯合早報》採訪了她，得知她的一些近況。她表示無意重返演藝圈。

### 家庭
塔琳托婭離過一次婚，育有一女。她未有透露是否再嫁及丈夫職業等。

## 演出作品

### 電視劇
| 首播   | 片名                    | 角色             | 合作演員 |
| 1992年 | 悲欢岁月                |                  | 潘玲玲、丁 嵐、向 雲、沈金兴、陈天文、朱秀凤                                                                                               |
| 1992年 | 霹雳红唇                | Nikita           | 郑惠玉、洪约翰、陳泰鳴、林梅嬌、谢韶光、高蔓华、黄淑韵、林桂叶、张文祥、劉謙益、方 辉                                                      |
| 1992年 | 爱在女儿乡              | 医 生            | 沈金兴、陈丽贞 |
| 1992年 | 迷离夜2之问我是谁       | 谢梦娜           | 朱厚任、陈丽贞、林益盛、蓝钦喜、金银姬、陈蒙、张志珍、李岳杰                                                                               |
| 1993年 | 暴雨狂花                | 阿 英            | 郑惠玉、朱厚任、向 雲、李海杰、谢韶光 |
| 1993年 | 法网情天                | 霞 姐            | 陈之财、陈莉萍、俞宏荣、林益盛、李海杰、汤妙玲                                                                                             |
| 1993年 | 俏皮战士                | 吕桂芳           | 曹国辉、朱乐玲、洪慧芳、王昌黎、林明哲、傅水玉、王秀云、黄世南                                                                             |
| 1993年 | 莲花争霸                | 白玉川／段素素   | 李南星、朱乐玲、陈慧慧、丁 嵐、陈天文、刘秋莲、李天赐、谢韶光、朱厚任、翁瑞芸                                                              |
| 1993年 | 年年有鱼                | 铁木贞           | 姚文龙、黄文永、许美珍、黃碧仁、郑宛玲、郑 文、郑志坚、梁 田、金银姬、周全喜、云昌凑、王秀云、唐 琥、黄淑韵、陈致光                        |
| 1993年 | 银海惊涛                | Willie           | 陳泰鳴、刘秋莲、朱乐玲、梁维东、李天赐、翁瑞云                                                                                             |
| 1993年 | 双天至尊                | 陳警司           | 李南星、郑惠玉、朱厚任、陳澍承、洪慧芳、梁维东、林益盛、薛素珊、洪昭容、傅友明、劉謙益                                                     |
| 1994年 | 龍鳳呈祥                | Yvonne           | 李南星、陳莉萍、陈汉玮、林里嫔、钱翰群、薛素珊、李香琴、杨莉冰                                                                             |
| 1994年 | 共闯荆途                | 刘 娟            | 李美玲、向 雲、姚文龙、俞宏荣、谢韶光、王思舜                                                                                              |
| 1994年 | 崑崙奴                  | 玄 月            | 周初明、郭淑賢、李月儀、陳泰鳴、郑各評、傅友明、陳澍承、劉謙益、梁 田、吳開深                                                              |
| 1994年 | 情丝万缕                | 赵 容 （Angela） | 潘玲玲、陈天文、陈传之、黄碧仁、林梅嬌 |
| 1995年 | 緣盡今生                | 骆 霏            | 范文芳、成建輝、朱秀鳳、謝韶光 |
| 1995年 | 奇缘3 之《注生娘娘》    | 血光娘子         | 秦 伟、钟 琴、翁瑞云、余家伦、黄佩如、郑各评、夏 川、戴 鹏、王 薇、何声美、张志珍、朱玉叶、杨 光、梁 田、杨 越                             |
| 1995年 | 奇缘3 之《门神》        | 蚌 精            | 黄碧仁、林益盛、俞宏荣、黄文永、王官武、钟树荣、刘谦益、朱秀凤、金银姬、陈 蒙、云昌凑、方 辉、邬伟强、白 言、王秀云、张锦华、戴 鹏、王爱玲 |
| 1995年 | 机密档案                | 王心怡           | 成建辉、姚文龙、曾 江、朱乐玲、陈秀环、梁维东                                                                                              |
| 1995年 | 天師鍾馗 之《江山美人》 | 皇 后            | 金超群、范鴻軒、陳天文、恬 妞、陳泰鳴、邢敏慧、郭淑賢、潘玲玲、崔浩然、謝韶光、岳 翎、丁 嵐、傅 娟                                         |
| 1995年 | 陽光列車                | 检控官           | 陳漢瑋、范文芳、郭淑賢、洪昭容、王 朔 |
| 1995年 | 展翅高飞                | 李伟妻子         | 余家伦、林益盛、许美珍、淳于珊珊、许德才、谢韵仪、陈慧慧、郑文、麦皓为                                                                     |
| 1995年 | 法医故事2               | 方贝蒂           | 陈丽贞、关礼杰、麦皓为、杨竣贺、陈飞云、曾慧芬                                                                                             |
| 1996年 | 女子监狱                | 红玫瑰           | 郭妃丽、杨莉冰、曾慧芬、邓淑芳、王思舜、杨莉娜、王 薇、何声美、胡逸香                                                                      |
| 1996年 | 创意先锋                | 刘咏琴           | 陳漢瑋、洪昭容、曹国辉 |
| 1998年 | 刑事235                 | 华 姐            | 陈泰铭 (新加坡)、李锦梅、林晓佩、王 朔、唐 琥、陈慧慧、沈晖豪                                                                              |
| 1999年 | 剪剪大家樂              | 花 姨            | 郭 亮、鍾 琴、林明倫、李國煌、朱秀鳳、程旭輝、王 欣                                                                                        |

### 電視電影
| 首播   | 片名       | 角色   | 合作演員 |
| 1995年 | 血案迷情   | 蘇 青  | 林俊贤、范文芳、陈传之、易 凌、朱秀凤、郑 文、邬伟强、陈国华、洪培興、麥皓為、陈天祥、曾思佩、戴 鹏、杨 越  |
| 1995年 | 老师的情人 | 芬 姨  | 陈莉萍、陈传之、李美玲、范雯青、方 辉、洪培兴、程旭辉                                                       |
| 1995年 | 有儿万事足 | 蓝 太  | 夏 雨、向 云、朱厚任、杨宝玲、李志洲、陈慧慧、金银姬、张金玉、程旭辉、何声美、黄世南、麦皓为、杨 光、卓铭顺 |
| 1996年 | 妙警点38   | 曹警长 | 郭妃麗、黃奕良、陳之財、陳麗貞、沈傾掞                                                                      |